# مارکاریا
مارکاریا (به ایتالیایی: Marcaria) یک کومونه در ایتالیا است که در استان منتووا واقع شده‌است.

## خصوصیات
مارکاریا ۸۹٫۶ کیلومترمربع مساحت و ۷٬۰۷۱ نفر جمعیت دارد.